# 피올로 파스콸
피올로 파스콸(Piolo Pascual, 1977년 1월 12일 ~ )은 필리핀의 배우이자 가수이다.

## 출연 작품
- 중지 (2019)
- 선샤인 패밀리 (2019)
- 악마의 계절 (2018)
- 노던 라이츠: 어 저니 투 러브 (2017)
- 러브 미 투모로우 (2016)
- 스타팅 오버 어게인 (2014)
- 온더잡 (2013)
- 에브리 브레스 유 테이크 (2012)
- 컨페션 오브 더 하트 (2012)
- 킴미 도라 (2009)
- 마닐라 (2008)
- 70년대 (2002)
- 라가리스타 (2000)